# Prosper de Greslan
Jean-Baptiste Pierre Prosper de Greslan est un homme politique français, né le 26 décembre 1796 à Saint-Denis de La Réunion et mort le 10 novembre 1852 à Paris.

## Biographie
Prosper de Greslan est le fils de Henry Joseph Greslan, issu d'une famille de la bourgeoisie nantaise établie a l'Île Bourbon à la fin de l'Ancien Régime, et de Reine Josèphe Anne Azéma, petite fille de Jean-Baptiste Azéma,.
Il devient conseiller auditeur à la cour royale de Bourbon le 11 juin 1820 avant de devenir procureur du roi au tribunal de première instance du 2 octobre 1827 jusqu'au 1er mars 1828.
Il est élu député de La Réunion avec Charles Ogé Barbaroux en 1849 mais n'est pas réélu en 1852 malgré une nouvelle candidature. Il représentait les conservateurs, qui essaient d'empêcher les affranchis de voter.
Il était responsable d'un journal local disparu, le Journal du commerce de l'île Bourbon.
À travers son fils Evenor de Greslan (1839-1900), ses descendants se sont établis en Nouvelle-Calédonie où la famille subsiste encore aujourd'hui.